# Onthophagus kchatriya
Onthophagus kchatriya är en skalbaggsart som beskrevs av Antoine Boucomont 1914. Onthophagus kchatriya ingår i släktet Onthophagus och familjen bladhorningar. Inga underarter finns listade i Catalogue of Life.